# Ароматне (Бахчисарайський район)
Арома́тне (крим. Aromatne) — село в Україні, у Бахчисарайському районі Автономної Республіки Крим, центр Ароматненської сільської ради. Розташоване в центрі району.

## Географія
Розташоване за 5 кілометрів на північ від райцентру, на горі Яшлав східному краю Зовнішнього пасма Кримських гір, біля витоку балки Казбий-елі, між вершинами Чубовська і Казан-Таш. Найближча залізнична станція Самохвалове за 3,5 кілометрів. Найближче село — Рєпіне за 2,5 км нижче по балці. Біля села починається річка Буранчі-Ічі.

## Історія
Село засноване в другій половині 1940-х років, як відділення ефіроолійного радгоспу-заводу. Указом Президії Верховної Ради РРФСР від 18 травня 1948 року населеному пункту радгоспу ефіроолійних культур було присвоєно назву Ароматне.
До 1960 року село складалося з декількох будівель барачного типу, потім почалася планова забудова із залученням переселенців, в основному з Сумської області.

## Населення
За даними перепису населення 2001 року, у селі мешкало 965 осіб. Мовний склад населення села був таким:
| Мова              | Число ос. | Відсоток |
| ----------------- | --------- | -------- |
| українська        | 116       | 12,02    |
| російська         | 744       | 77,1     |
| кримськотатарська | 86        | 8,91     |
| молдавська        | 6         | 0,62     |

## Освіта і культура
В селі працює початкова школа, будинок культури із залом на 150 місць, бібліотека з фондом 6 тис. книг, медпункт, дитячій садок.